# Ginásio Pernambucano
O Ginásio Pernambucano é uma tradicional instituição de ensino médio da cidade do Recife, estado de Pernambuco. Fundado em 1825, é o mais antigo colégio do país em atividade. Atualmente se localiza na Rua da Aurora, bairro de Santo Amaro, possuindo uma segunda unidade situada na Avenida Cruz Cabugá, também no bairro de Santo Amaro.
Nele estudaram figuras proeminentes do Brasil, como Clarice Lispector, Ariano Suassuna, Epitácio Pessoa, Celso Furtado, Assis Chateaubriand, entre outros.

## História
Em 1825, logo após a Confederação do Equador, foi criado, por decreto do presidente provincial José Carlos Mairink da Silva Ferrão, com o nome de Liceu Provincial de Pernambuco, também chamado Liceu Pernambucano, funcionando nas dependências do Convento do Carmo.
Em 1844 foi transferido para a rua Gervásio Pires, para logo depois instalar-se no prédio da Alfândega e, em seguida, para um prédio no mesmo bairro, onde funcionava a Companhia dos Operários Engajados.
Em 1846 foi para a casa de sessões do júri e, pouco tempo depois, para a rua da Praia, mudando-se logo a seguir para a rua do Hospício, onde ficou até 1850.
Em 14 de maio de 1855 mudou de nome, para Ginásio Pernambucano.
Em 9 de dezembro de 1859 recebeu a visita do Imperador Pedro II, que veio ver a construção de seu novo prédio, na Rua da Aurora, cuja pedra fundamental fora posta em 15 de agosto de 1855, um projeto de José Mamede Alves Ferreira.
Em 1 de dezembro de 1866 instalou-se em suas novas dependências.
Em 1893, no governo de Alexandre José Barbosa Lima, recebeu o nome de  Instituto Benjamin Constant, porém voltou rapidamente à antiga denominação.
Em 1942 mudou novamente a denominação para Colégio Pernambucano e, logo a seguir, para Colégio Estadual de Pernambuco.
Por decreto do governador Eraldo Gueiros Leite, de 31 de dezembro de 1974, voltou à antiga denominação de Ginásio Pernambucano.

## Atualidade
Em 2004, o Ginásio foi reinaugurado como Centro de Ensino Experimental (CEE), um projeto idealizado por um grupo de empresários e educadores e realizado em parceria com o governo do Estado. A fórmula inclui atendimento ao aluno em tempo integral, treinamento e elevação salarial para os professores, premiação por resultados, aperfeiçoamento da gestão, controle social e integração comunitária.
Os antigos professores e alunos, contudo, não puderam retornar para a antiga sede. Selecionaram novos alunos e novos professores. Os antigos alunos, que permaneceram na rua do Hospício, resistiram a todas as tentativas da SEDUC de fecharem as portas para que só existisse a escola da rua da Aurora.
Desde 2010, o PASCH – sigla em alemão para Projeto Escolas: uma parceria para o Futuro –, realizado pelo Ministério do Exterior Alemão e em parceria com o Instituto Goethe e os consulados alemães promove o ensino de alemão no Ginásio Pernambucano. O CCBA está envolvido nesta parceria, promovendo o ensino do idioma alemão a jovens do 1º e 2º anos do Ensino Médio do Ginásio Pernambucano, que é a única escola pública no programa.
No ENEM de 2010, o Ginásio Pernambuco, com média 582,47, ficou entre as 10 melhores escolas públicas em Pernambuco.
No ano de 2012, por determinação do governador do estado, foi inaugurada uma nova sede para o GP, que saiu da rua da Aurora e não voltou, permanecendo na sua sede provisória enquanto aguardava a novo prédio que fica atualmente na Avenida Cruz Cabugá.

## Alunos
- Agamenon Magalhães - político (ex-governador de Pernambuco)[7]
- Amaury de Medeiros - médico sanitarista[8]
- Assis Chateaubriand - jurista, jornalista, empresário (Diários Associados)[9]
- Epitácio Pessoa - político (ex-presidente da República)[10]
- João Barbalho Uchôa Cavalcanti - ex-ministro do Supremo Tribunal Federal[11]
- Joaquim Cardozo - poeta, engenheiro[8]
- Joaquim Francisco - político (ex-governador de Pernambuco)[7]
- José Lins do Rego - escritor[8]
- Orlando Parahym - médico e escritor[7]

## Professores
- Geraldo Lapenda - língua latina[7]
- Hilton Sette - geografia[7]
- Lucilo Varejão Filho - língua francesa[7]
- Manuel Correia de Andrade - geografia[7]